# Saint-George Ashe
Saint George Ashe, britanski veslač, * 23. maj 1871, Malta, † 24. julij 1922.
Ashe je za Združeno kraljestvo nastopil na Poletnih olimpijskih igrah 1900 v Parizu, kjer je v enojcu za osvojil bronasto medaljo.
Bil je član kluba Thames Rowing Club. Sedemkrat je nastopil tudi na Diamond Challenge Sculls na Henley Royal Regatti in se leta 1901 uvrstil v finale. 